# Je vais bien, ne t'en fais pas
Je vais bien, ne t'en fais pas is een Franse film van Philippe Lioret die werd uitgebracht in 2006. Het is een verfilming van de gelijknamige roman van Olivier Adam, die meeschreef aan het scenario.

## Samenvatting
De 19-jarige Lili komt terug uit Spanje waar ze haar vakantie heeft doorgebracht. Ze verneemt van haar ouders dat haar tweelingbroer Loïc is vertrokken na een fikse ruzie met zijn vader. Lili vindt een hevige woordenwisseling in verband met het opruimen van Loïcs kamer een onvoldoende reden om de deur van het ouderlijk huis zomaar achter zich dicht te slaan. Haar ouders geven slechts vage antwoorden op haar vragen. 
Loïc laat nog steeds niets van zich horen en Lili wordt met de dag ongeruster. Ze stopt met eten en moet wat later in een psychiatrische kliniek opgenomen worden. 
Wanneer er eindelijk een brief van haar broer in de bus valt knapt ze weer op en mag ze de kliniek verlaten. Ze krijgt af en toe geruststellende brieven vanuit meerdere plaatsen in Frankrijk. Toch voelt ze aan dat er iets niet klopt. Op haar beurt verlaat ze het ouderlijk huis en gaat ze op zoek naar haar broer.

## Rolverdeling
- Mélanie Laurent: Élise 'Lili' Tellier
- Kad Merad: Paul Tellier
- Isabelle Renauld: Isabelle Tellier
- Julien Boisselier: Thomas 'Grenouille'
- Aïssa Maïga: Léa
- Simon Buret: de vriend van Loïc
- Christophe Rossignon: de leraar in de gang
- Eric Herson-Macarel: de eerste leraar
- Thierry Lavat: de tweede leraar
- Emmanuel Courcol: de dokter van Vigneux
- Martine Chevallier: de eerste verpleegster
- Marie-Flore Limal: de kamergebuur van Lili
- Jean-Yves Gautier: de hoofddokter
- Nathalie Besançon: de tweede verpleegster
- Thibault de Montalembert: de psychiater